# فرهاد اردلان
فرهاد اردلان (متولد ۱۳۱۸ در تهران)، استاد بازنشسته فیزیک دانشگاه صنعتی شریف و پژوهشگاه دانش‌های بنیادی است.
وی تحصیلات خود را تا مقطع کارشناسی ارشد در دانشگاه کلمبیا در آمریکا ادامه داد و دکتری تخصصی خود را از دانشگاه ایالتی پنسیلوانیا دریافت کرد.
بیشتر تحقیقات وی در زمینهٔ نظریه ریسمان و فیزیک ذرات می‌باشد. وی از سال ۱۳۷۲ تا ۱۳۸۳ ریاست پژوهشکده فیزیک پژوهشگاه دانش‌های بنیادی را به عهده داشت. او همچنین یکی از پیشگامان همکاری ایران با سرن (سازمان اروپایی پژوهش‌های هسته‌ای) در پروژهٔ ال‌اچ‌سی بوده است.
او در سال ۲۰۰۹ به عنوان عضو برجستهٔ انجمن فیزیک آمریکا برگزیده شد. این انجمن دلیل این انتخاب را «پژوهش‌های پیشگام او دربارهٔ کاربرد هندسهٔ نابجایی در نظریهٔ ریسمان و نظریه‌های پیمانه‌ای و همچنین گسترش مشارکت دانشمندان ایرانی در سرن و پروژه‌های خاورمیانه‌ای» اعلام کرده است.